# 野付郡
野付郡（日语：／ Notsuke gun */?）為日本北海道根室振兴局的郡，位於根室振兴局中部。
郡名來自阿伊努語的「not-kew」，意思是下顎。

## 轄區
轄區包含1町：
- 別海町

## 沿革

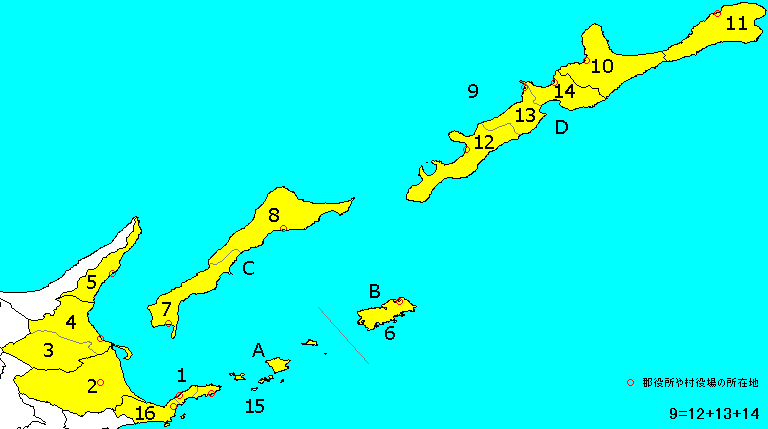
北海道野付郡下辖町村（2.别海町）

- 1869年8月15日：北海道設置11國86郡，根室國野付郡成立。
- 1897年11月：北海道實施支廳制，根室國野付郡隸屬根室支廳之管轄，此時野付郡下轄別海村、平糸村、野付村、茶志骨村。[2]（4村）
- 1923年4月1日：（1村）
  - 茶志骨村、標津郡標津村、伊茶仁村、目梨郡忠類村、薰別村、崎無意村合併為標津郡標津村，成為北海道二級村。
  - 別海村、平糸村、野付村、根室郡西別村、走古潭村和厚別村的部份區域合併為別海村，成為北海道二級村。
- 1955年4月1日：別海村的部份區域被併入標津郡中標津町。
- 1971年4月1日：別海村改制為別海町。（1町）